# Friedrich Hund
Friedrich Hermann Hund (ur. 4 lutego 1896 w Karlsruhe, zm. 31 marca 1997 w Getyndze) – niemiecki fizyk znany z prac nad atomami i cząsteczkami.

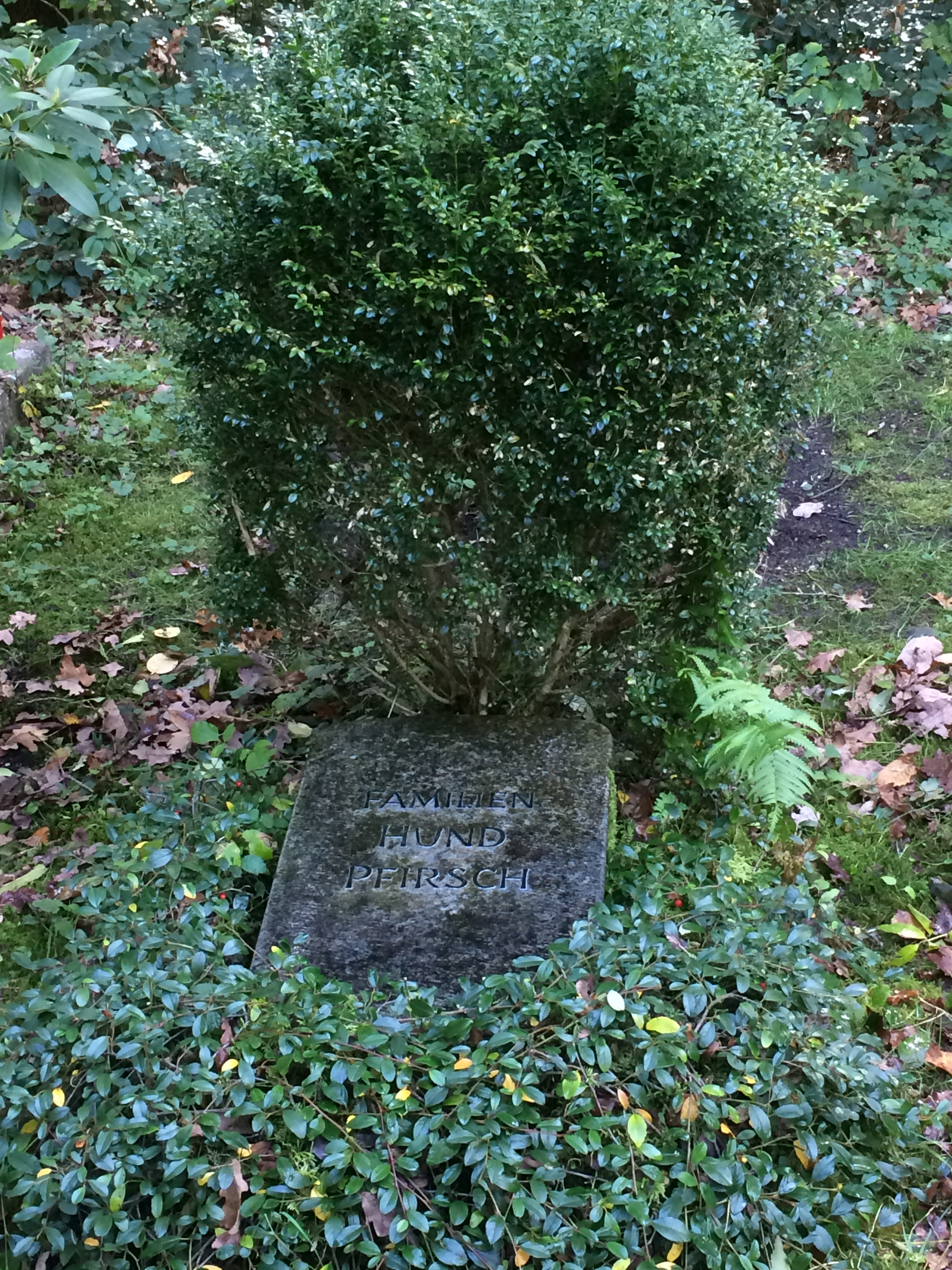
Grobowiec rodzinny na Cmentarzu Leśnym w Monachium

## Życiorys
Doktorat obronił 23 grudnia 1922, habilitował się w 1925 w Getyndze. Friedrich Hund wykładał na uniwersytetach w Rostocku jako prodesor w 1927, Lipsku, Jenie, Frankfurcie nad Menem i Getyndze.
Friedrich Hund pracował z fizykami takimi jak Erwin Schrödinger, Paul Adrien Maurice Dirac, Werner Heisenberg, Max Born czy Walther Bothe. Przez pewien czas był asystentem Maxa Borna, kiedy ten pracował nad kwantową interpretacją pasma widm cząsteczek dwuatomowych.
Był członkiem International Academy of Quantum Molecular Science.
W 1943 roku odznaczony Medalem Maxa Plancka za wybitne osiągnięcia w dziedzinie fizyki. W 1965 odznaczony został Wielkim Krzyżem Zasługi Orderu Zasługi Republiki Federalnej Niemiec. W 1966 został Doktorem honoris causa Uniwersytetu Johanna Wolfganga Goethego we Frankfurcie nad Menem, w 1973 Uniwersytetu w Uppsali, w 1983 Uniwersytetu w Kolonii.